# Токке (станция метро)
«Токке» (кор. 덕계역) — эстакадная станция Сеульского метро на Первой линии (локального сообщения); это одна из трёх станций на территории Янджу (все на одной линии). Она представлена двумя островными платформами. Станция обслуживается корпорацией железных дорог Кореи (Korail). Расположена в квартале Токке-дон (адресː 209-5 Deokgye-dong, 317 Godeongno 139 Bongil) в городе Янджу (провинция Кёнгидо, Республика Корея). На станции установлены платформенные раздвижные двери.
Пассажиропоток — на 1 линии 4 347 чел/день (на 2012 год).
Станция открыта 28 декабря 2007 года, на уже действующем участке Первой линии Канын—Соёсан, введённым в эксплуатацию 15 декабря 2006 года.